# Mchy (Lublin)
Pour les articles homonymes, voir Mchy.
Mchy (prononciation : [mxɨ]) est un village polonais de la gmina d'Izbica dans le powiat de Krasnystaw de la voïvodie de Lublin dans l'est de la Pologne.
Il se situe à environ 9 kilomètres au nord-ouest d'Izbica (siège de la gmina), 10 kilomètres au sud-ouest de Krasnystaw (siège du powiat) et 51 kilomètres au sud-est de Lublin (capitale de la voïvodie).

## Histoire
De 1975 à 1998, le village est attaché administrativement à la Voïvodie de Zamość.

Depuis 1999, il fait partie de la nouvelle voïvodie de Lublin.